# Луксембург на Светском првенству у атлетици у дворани 2006.
Луксембург је учествовао на 11. Светском првенству у атлетици у дворани 2014. одржаном у Москви од 10. до 12. марта. Репрезентацију Луксембурга у његовом четвртом учешћу на светским првенствима у дворани представљао је један атлетичар, која се такмичио у трци на 60 метара.
На овом првенству Луксембург није освојио ниједну медаљу, а његов представник је оборио национални рекорд у трци на 60 метара у дворани.

## Учесници
Мушкарцие:
- Данијел Абензоар-Фоуле — 60 м

## Резултати

### Мушкарци
| Атлетичар              | Дисциплина | Лични рекорд | Квалификација | Квалификација | Полуфинале           | Полуфинале           | Финале               | Финале       | Детаљи |
| Атлетичар              | Дисциплина | Лични рекорд | Резултат      | Место         | Резултат             | Место                | Резултат             | Место        | Детаљи |
| ---------------------- | ---------- | ------------ | ------------- | ------------- | -------------------- | -------------------- | -------------------- | ------------ | ------ |
| Данијел Абензоар-Фоуле | 60 м       |              | 6,76 НР       | 4. у гр. 4    | Није се квалификовао | Није се квалификовао | Није се квалификовао | 25 / 54 (55) |        |